# ترژر (گروه موسیقی)
ترژر (انگلیسی: Treasure; کره‌ای: 트레저؛ ژاپنی: トレジャー) گروه پسرانهٔ کره‌ای شکل گرفته توسط وای‌جی انترتینمنت در سال ۲۰۱۹ از طریق برنامه واقع‌نمای وای‌جی ترژر باکس (۲۰۱۸–۲۰۱۹) است. این گروه متشکل از ده عضو است: چوی هیون سوک، جیهون، یوشی، جون‌کیو، یون جه هیوک، آساهی، دویونگ، هاروتو، پارک جونگ وو و سو جونگ هوان. اعضای سابق گروه، ماشیهو و بانگ یه دام هستند که در مه ۲۰۲۲ فعالیت‌های گروهی خود را متوقف کردند و در نوامبر ۲۰۲۲ از گروه جدا شدند. ترژر در سال ۲۰۲۰ با انتشار آلبوم تک‌آهنگ قدم اول: فصل یک فعالیت خود را آغاز کرد که در مجموع در مدت پنج ماه بیش از یک میلیون کپی فروخت.

## اعضا
برگرفته از وبگاه رسمی گروه در وای‌جی.
| - چوی هیون سوک (최현석) – لیدر، رپر، دنسر - جیهون (지훈) – لیدر، وکالیست، دنسر - یوشی (요시; ヨシ) – رپر - جون‌کیو (준규) – وکالیست - یون جه هیوک (윤재혁) – وکالیست - آساهی (아사히; アサヒ) – وکالیست - دویونگ (도영) – وکالیست، دنسر* هاروتو (하루토; ハルト) – رپر - پارک جونگ وو (박정우) – وکالیست - سو جونگ هوان (소정환) – وکالیست، دنسر | - ماشیهو (마시호; マシホ) – وکالیست، دنسر - بانگ یه دام (방예담) – وکالیست |

## فیلم‌شناسی

### برنامه‌های تلویزیونی
- وای‌جی ترژر باکس (۲۰۱۸, وی لایو / یوتیوب / جی‌تی‌بی‌سی‌تو)[۴]
- ترژر مپ (۲۰۲۰–اکنون، یوتیوب / اس‌بی‌اس ام‌تی‌وی / اس‌بی‌اس اف‌آی‌ال)[۵][۶]

### برنامه‌های اینترنتی
- تی. ام. آی (تعامل سازنده ترژر) (۲۰۲۰–اکنون، یوتیوب / وی لایو)[۷]
- فکت چک (۲۰۲۰، یوتیوب / وی لایو)[۸]
- ۳ دقیقه ترژر (۲۰۲۰، یوتیوب / وی لایو)[۸]
- تی تاک (۲۰۲۰، یوتیوب / وی لایو)[۸]
- ترژر استودیو (۲۰۲۰–۲۰۲۱، یوتیوب)[۹][الف]
- کُرهٔ خود را پیدا کن (۲۰۲۱، یوتیوب)[۱۰][ب]
- تی‌ام‌آی لاگ (۲۰۲۱–اکنون، یوتیوب)

### مجموعه اینترنتی
- مشکلی نیست، این دوستیه (۲۰۲۱، یوتیوب)[۱۱][پ]
- کلاس اسرارآمیز  (۲۰۲۱، یوتیوب)[۱۲]